# Rolandwerft Typ 1
Der Typ 1 der Rolandwerft in Bremen ist ein Fluss-Seeschiffstyp, von dem mit der Warfleth nur ein Schiff gebaut wurde.

## Geschichte
Am 1. Juli 1972 übernahm Detlef Hegemann die in Konkurs gegangenen Rolandwerft in Bremen-Hemelingen. Der Schiffbau wurde aber erst 1977 mit dem Rolandwerft Typ 0 wieder aufgenommen. Auf der Grundlage des Typ 0 entwickelte die Werft die Typen 1, 2 und 3. Der Typ 1 war eine kleinere Ausführung des Typ 0. Der Fluss-Seeschiffstyp ist vorwiegend für den Betrieb in der kleinen Fahrt bis in die Außenreviere verschiedener europäischer Flüsse konzipiert. Die Abmessungen, wie beispielsweise die Höhe der Aufbauten und der Back sind auf die Besonderheiten dieses Einsatzes abgestimmt. Auftraggeber für das Typschiff Warfleth war die Reederei Dieter Blanke aus Berne. Die Kiellegung fand am 15. August 1979 statt. Das Schiff lief am 15. Dezember 1979 vom Stapel und wurde am 8. März 1980 von der Werft abgeliefert. Eingesetzt wurde die Warfleth viele Jahre vom Rhein-, Maas- und See-Schiffahrtskontor in der Fahrt mit Stahlprodukten vom Ruhrgebiet und Nordseehäfen nach Großbritannien. Das Schiff wurde 2008 in Emsriff und 2014 in Orion Trader umbenannt.

## Technik
Der Typ 1 besitzt im Gegensatz zu den anderen Fluss-Seeschiffen der Rolandwerft ein hydraulisch höhenverstellbares Ruderhaus. Die Schiffsmasten können geklappt werden. Der Antrieb besteht aus einem 442 kW leistenden Deutz-Viertakt-Dieselmotor, der über ein Untersetzungsgetriebe auf einen Verstellpropeller wirkt.